# Harku
Harku (desde 1919: Hark) es un municipio rural y una localidad de Estonia perteneciente al Condado de Harju. Su capital es  Tabasalu, uno de los 2 lugares del municipio, que también tiene 21 localidades. El municipio cuenta con 22 kilómetros de costa y sendas playas en Suurupi y Vääna-Jõesuu.

## Localidades de Haku (población año 2017)
- Adra 112
- Harku 868
- Harkujärve 899
- Humala 41
- Ilmandu 505
- Kumna 327
- Kütke 67
- Laabi 35
- Liikva 413
- Muraste 1698
- Naage 186
- Rannamõisa 700
- Sõrve 238
- Suurupi 1009
- Tabasalu 3527
- Tiskre 868
- Türisalu 606
- Tutermaa 304
- Vääna 231
- Vääna-Jõesuu 919
- Vahi 100
- Vaila 82
- Viti 446

## Historia

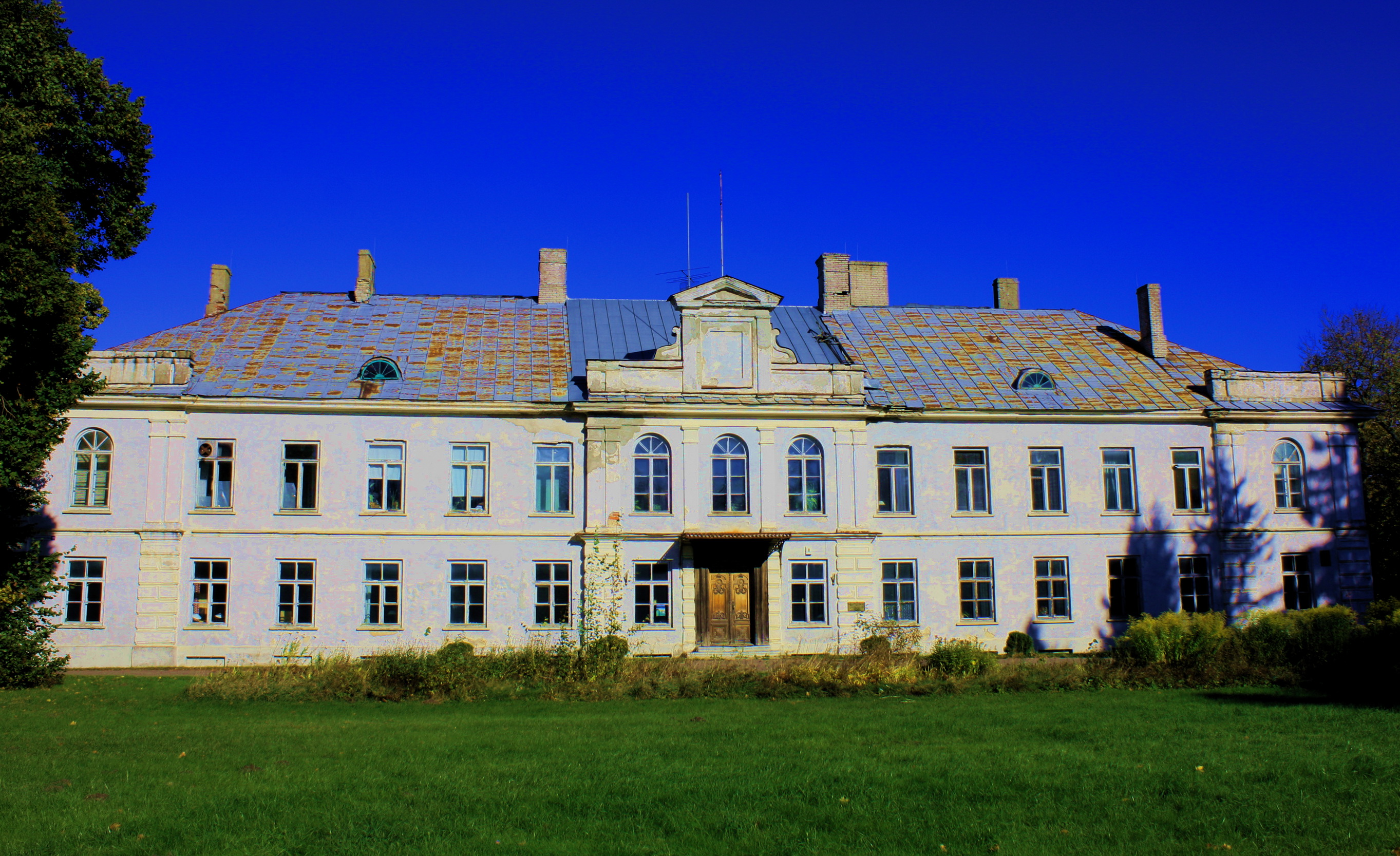
Castello de Harku (Gutshaus Hark)

La primera mención histórica del lugar como localidad es de 1891. El 21 de noviembre de 1991, con la independencia de Estonia, fue constituido de nuevo como municipio.